# سوزان (اسم)
على القائمين تعديل المعلومات والنسخ الحديثة والقديمة فبعض النسخ منذ 2015 والذي عدلها 2022 meno bot ولم يستمر بتعديلاته ومساهماته وهناك تنمر على هذه الشخصيات فالرجاء الانتباه وتعديل المعلومات بشكل سريع. ووضع رابط دائم .
سوسان (بالإنجليزية: Susan)‏ أو سوزان وهو اسم مؤنث وهو النسخة الفارسية لإسم سوسانا وهو اسم كان يطلق على زهرة اللوتس المصرية، وقد كان هذا الاسم هو أصل اسم المدينة الفارسية القديمة سوسنة ومعناه الزنبقة الجميلة.

## الشخصيات
- سوزان تميم مغنية لبنانية
- سوزان نجم الدين ممثلة سورية
- سوزان مبارك زوجة الرئيس المصري السابق حسني مبارك
- سوزان لينداور صحفية أمريكية
- سوزان أبو الهوى كاتبة أمريكية فلسطينية
- سوزان سارندون ممثلة أمريكية
- سوزان وجيسكي سيدة أعمال أمريكية
- سوزان براون ميلر صحفية أمريكية
- سوزان بويل مغنية اسكتلندية
- سوزان داوني منتجة أفلام أمريكية
- سوزان أنتوني ناشطة نسوية أمريكية
- سوزان أوستوف عالمة أثار ألمانية
- سوزان أيوب كاتبة وصحفية عراقية نمساوية
- سوزان أنطون مغنية وممثلة أمريكية
- سوزان آيفي سيدة أعمال أمريكية
- سوزان الفارس ممثلة ومخرجة عمانية
- سوزان اتكينز مجرمة أمريكية
- سوزان ايرينز مغنية هولندية
- سوزان بويل متسابقة دراجات هوائية أسترالية
- سوزان برنار ممثلة أمريكية
- سوزان بيير كاتبة ومخرجة دنماركية
- سوزان لاكمور عالمة نفس بريطانية
- سوزان باشلار فيلسوفة فرنسية
- سوزان بشناق رسامة كويتية
- سوزان بيترز ممثلة أمريكية
- سوزان جيمس ممثلة أمريكية
- سوزان جي هيلمز رائدة فضاء أمريكية
- سوزان جورج ممثلة أمريكية
- سوزان ديكر سيدو أعمال أمريكية
- سوزان رينير عالمة نبات أمريكية
- سوزان سليمان كيميائية أمريكية
- سوزان سونتاج روائية أمريكية
- سوزان سكاف ممثلة سورية
- سوزان سلمان ممثلة سورية
- سوزان سوليفان ممثلة أمريكية
- سوزان سلون لاعبة كرة مضرب أمريكية
- سوزان شواب كاتبة وسياسية أمريكية
- سوزان عطية مغنية مصرية
- سوزان فيغا مغنية أمريكية
- سوزان كير عالمة حواسيب أمريكية
- سوزان كولنز روائية أمريكية
- سوزان كلاتن سيدة أعمال  ومليارديرة أمريكية
- سوزان كليمون ممثلة كندية
- سوزان لنجلن لاعبة كرة مضرب فرنسية
- سوزان ليندكويست عالمة أحياء أمريكية
- سوزان لوثار ممثلة أمريكية
- سوزان لوتشي ممثلة أمريكية
- سوزان مولر أوكين ناشطة نسوية نيوزلندية
- سوزان مولر لاعبة كرة يد ألمانية
- سوزان هافونا رسامة مصرية ألمانية
- سوزان هيوارد ممثلة وعارضة أزياء أمريكية
- سوزان هوارد ممثلة أمريكية

سوزان ابوعوض معلمة تربية وعلم نفس بمنظمة الامم المتحدة https://www.un.org/ar/about-us/un-system

### شخصيات خيالية
- سوزان ماير